# Erich Kretschmann
Erich Kretschmann (Berlim, 1887 — 1973) foi um matemático alemão.
Obteve um doutorado na Universidade de Berlim em 1914 com a tese "Eine Theorie der Schwerkraft im Rahmen der ursprünglichen Einsteinschen Relativitätstheorie", orientado por Max Planck e Heinrich Rubens.

## Publicações selecionadas
- Über die prinzipielle Bestimmbarkeit der berechtigten Bezugssysteme beliebiger Relativitätstheorien (I), (II). Annalen der Physik 48: 907–942, 943–982, 1915.
- Über den physikalischen Sinn der Relativitätspostulate. A. Einsteins neue und seine ursprüngliche Relativitätstheorie. Annalen der Physik 53: 575–614, 1917.
  - Resposta de Einstein a Kretschmann: "Principielles zur allgemainen Relativitãtstheorie," Annalen der Physik, vol. 55, 1918.
  - Comentário de Robert Rynasiewicz: "Kretshmann's Analysis of Covariance and Relativity Principles," in The Expanding Worlds of General Relativity ed. Hubert Goeener, et al., Boston: Birkhãuser, 1999, 431-462.
- Beitrag zur Kritik der Blochschen Theorie der Elektrizitätsleitung. Z. f. Physik 87, 518-534 1934
- Über die Resonanzbedingung und über die Beschleunigung der Elektronen in der Blochschen Theorie der Elektrizitätsleistung. Z. f. Physik 88, 792-799. 1934
- Beitrag zur Theorie des elektrischen Widerstandes und der Supraleitfähigkeit der Metalle. Annalen d. Physik (5) 13, 564-598. 1932
- Atom und Welle. Schriften Königsberg 6, 216-231. 1929
- Eine Bemerkung zu Herrn A. Sommerfelds Arbeit: ``Zur Elektronentheorie der Metalle auf Grund der Fermischen Statistik. Z. f. Physik 48, 739-744. 1928
- Die Supraleitfähigkeit nach Schrödingers Wellengleichung und Fermis Statistik. Annalen d. Physik (4) 86, 914-928. 1928
- Theorie der Dauerströme in Supraleitern. Annalen d. Physik (4) 80, 109-136. Berichtigung. Annalen d. Physik (4) 80,532. 1926
- Über die Ableitung der Helmholtzschen Wirbelsätze in der Lorentz-Einsteinschen Relativitätstheorie. Schriften Königsberg 1, 179-191. 1925
- Zur Theorie der Supraleitfähigkeit und der gewöhnlichen elektrischen Leitfähigkeit der Metalle. Schriften Königsberg 1, 193-204. 1925
- Das Maxwell-Boltzmannsche Geschwindigkeits- und Energieverteilungsgesetz in der Relativitätstheorie. Phys. Zs. 25, 162-165. 192?
- Das statische Einkörperproblem in der Einstein'schen Theorie. Antwort an Hrn. A. Gullstrand. Ark. för Mat., Astron, och Fys. 17, Nr. 25, 4 p. 1923
- Eine Bemerkung zu Hrn. A. Gullstrands Abhandlung: ``Allgemeine Lösung des statischen Einkörperproblems in der Einsteinschen Gravitationstheorie". Ark. för Mat., Astron. och Fys. 17, Nr. 2, 4 p. 1922
- Der Liouvillesche Satz und die Relativitätstheorie. Physik. Zs. 21, 484-487. 192?
- Eine Theorie der Schwerkraft im Rahmen der ursprünglichen Einsteinschen Relativitätstheorie. Berlim, 113, 1914